# Svein Møller
Svein Møller (* 1958 in Herøy; † 1999) war ein norwegischer Kirchenmusiker, Dirigent und Komponist.
Er ist in der westnorwegischen Gemeinde Herøy geboren und aufgewachsen. Nach seiner Ausbildung zum Organisten in der Norges Musikkhøgskole in Oslo arbeitete er 15 Jahre lang in der Kirchengemeinde in Nordstrand, einem Stadtteil von Oslo, als Kantor. Für kurze Zeit unterbrach er diese Tätigkeit um eine Stelle als Lehrer an der Viken Folkehøyskole anzunehmen.
Während seiner Zeit als Kantor in Nordstrand wirkte Møller als Chorleiter, Organist aber auch als Komponist kirchlicher Musik. Er nahm bald eine zentrale Rolle in der lokalen, aber auch nationalen Musik der Norwegischen Kirche ein. Als Dirigent des Nordstrand Kirchenchores wirkte Møller an vielen Konzerten und einigen CD-Aufnahmen mit. Die letzte CD „Rop av fryd“ wurde 1998 aufgenommen.
Møllers Werk „Eg er glad“ wurde bei der Hochzeit von Prinzessin Märtha-Luise und Ari Behn im Jahr 2002 vom Nidarosdom Knabenchor als Eingangsmusik vorgetragen.
Neben kirchlicher Musik komponierte Møller auch die Musik für die „Herøyspelet“, einem Historienspiel, das jedes Jahr auf der Freilichtbühne „Herøy Amfi“ aufgeführt wird.
Svein Møller starb 1999 nach schwerer Krankheit im Alter von 41 Jahren.